# Kogel (Fünfseen)
Kogel ist ein Ortsteil der Gemeinde Fünfseen im Landkreis Mecklenburgische Seenplatte in Mecklenburg-Vorpommern (Deutschland).
Sehr markant für den langgestreckten Ort sind die drei Plattenbauten. Am Ende des Ortes befindet sich der Kogeler See mit einer öffentlichen Badestelle und einer größeren Steganlagen.

## Geschichte
Kogel wurde 1255 erstmals urkundlich erwähnt und war lange Zeit reines Gutsdorf der Familie von Flotow, seit Fürst Werle 1340 Flotow Andreas von Flotow mit der Ansiedlung belehnte.
Am 1. Januar 2005 wurde der Ort in die neue Gemeinde Fünfseen eingegliedert.

## Herrenhaus
Das ehemalige Herrenhaus der Familie Flotow wurde nach dem Zweiten Weltkrieg zu einem Kulturhaus umgebaut. Die ursprüngliche Bauart des Gebäudes blieb nicht erhalten und wich einem modernen Baustil. In dem Kulturhaus gab es einen großen Saal für Aufführungen, einen großen Speisesaal sowie ein Lehrlingswohnheim für Auszubildende der "LPG Satow-Kogel". Im oberen Geschoss des Hauses befanden sich Schlaf- und Ausbildungsräume der in der Nähe angesiedelten „LPG Satow-Kogel“. Ende des 20. Jahrhunderts wurden das Land, auf dem sich das Herrenhaus und weitere Gutshäuser befanden, verkauft und alle Gebäude abgerissen. Heute befindet sich an der Stelle des Herrenhauses eine Grünfläche.

## Öffentliche Einrichtungen

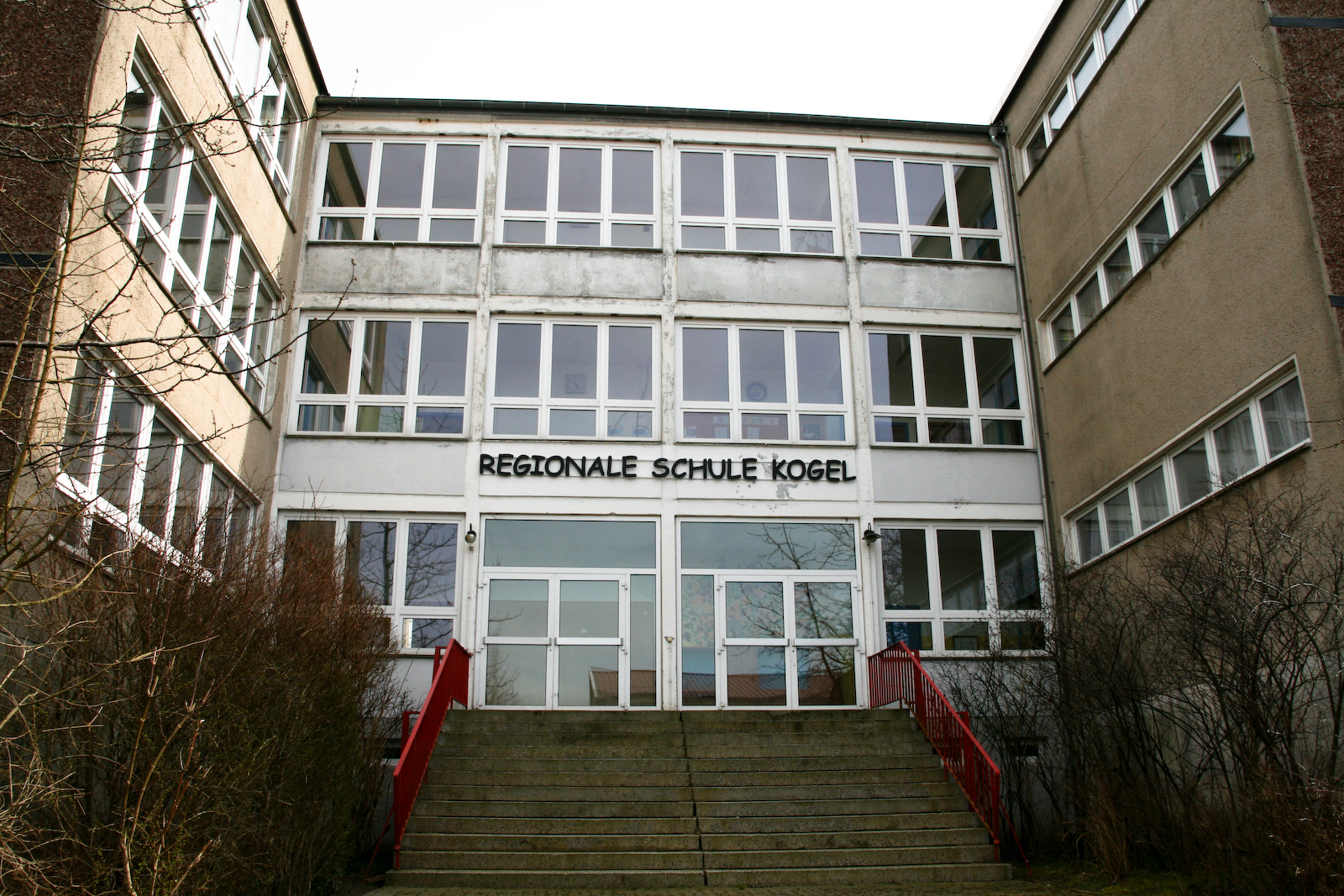
Regionale Schule Kogel

Die am 1. September 1983 eröffnete Schule war über 23 Jahre zentraler Anlaufpunkt für Kinder der umliegenden Dörfer. Zu ihrer Eröffnung besuchten 225 Schüler aus den Orten Lexow, Walow, Grüssow, Rogeez, Kogel, Satow, Zislow-Suckow, Penkow und Woldzegarten die Schule. Sie wurden durch 25 Lehrer unterrichtet. Dem Schulhort, welcher für die nachmittägliche Betreuung der Grundschüler zuständig war, gehörten vier Erzieherinnen an. Die Räume des Kulturhauses wurden für die Schulspeisung genutzt. Diese wurde nach der Wende bis Mitte der 1990er Jahre fortgeführt.
In der Zeit zwischen 1992 und 2003 sind 330.000 Euro in die Modernisierung des Schulkomplexes geflossen. Die Mittel wurden aufgewendet für die Modernisierung und Instandsetzung des Turnhallendaches, die Erneuerung des Turnhallenfußbodens, den Austausch von Fassadenfenstern und Türen des Schulgebäudes und der Turnhalle. Am 16. September 1996 wurde durch Microsoft Deutschland ein Computerkabinett gesponsert und durch den damaligen Ministerpräsidenten Berndt Seite übergeben. Zur 20-jährigen Jubiläumsfeier 2003 wurde am Haupteingang der Schule der Schriftzug „Regionale Schule Kogel“ angebracht.
Die Regionale Schule Kogel wurde zum Schuljahresende 2006 geschlossen. Das Gebäude stand seit dem leer und wurde 2018 zurückgebaut. Seitdem liegt die Fläche brach. Die angrenzende Turnhalle wird von unterschiedlichen Vereinen weiter genutzt. Der zum Objekt gehörende Sportplatz ist seit 2006 mit einer Flutlichtanlage ausgestattet und wird vom Kogeler Fußballverein SV Kogel genutzt. Um den Platz lief eine Aschenbahn, die für den Schulsport genutzt wurde. Angrenzend befindet sich eine Weitsprunganlage, ein Beachvolleyballfeld sowie ein kleineres Fußballfeld.
Im Ortszentrum befindet sich ein Kindergarten. Der Flachbau wurde in den 1970ern erbaut.